# Paddington (film)
Pour les articles homonymes, voir Paddington (homonymie).
Série
Paddington 2
(2017)
Pour plus de détails, voir Fiche technique et Distribution.
Paddington est une comédie franco-britannique réalisée par Paul King qui mêle animation et prises de vues réelles, sortie en 2014.
Il s'agit d'une adaptation des aventures de l'Ours Paddington, écrites de 1958 à 2012 par l'auteur anglais Michael Bond.
Le film débute alors qu'un explorateur des années 1960 explore les grandes forêts du Pérou et y découvre une nouvelle espèce d'ours brun. Il se lie d'amitié avec un couple d'ours, qu'il baptise Pastuzo et Lucy, et leur apprend à faire de la marmelade. Des années plus tard, Pastuzo et Lucy coulent des jours heureux en compagnie de leur neveu. Lors d'un tremblement de terre, un arbre tombe sur Pastuzo et l'écrase. Lucy et son neveu traversent la forêt jusqu'au port. Là-bas, le petit ours embarque clandestinement à bord d'un cargo qui l'emmène à Londres. Sa tante reste au Pérou et s'installe dans une maison de retraite pour les ours où elle sera en sécurité. L'ourson arrive à la gare de Paddington et est recueilli par la famille Brown (en théorie pour une seule nuit) qui le baptise alors « Paddington ».

## Synopsis
Dans les jungles du Pérou, un explorateur britannique découvre une espèce inconnue d'ours. Il apprend que ces ours sont intelligents, qu'ils peuvent apprendre plusieurs comportements humains et apprendre le langage et qu'ils ont une profonde affection. L'explorateur les nomme Lucy et Pastuzo et leur donne son chapeau avant de partir, leur promettant qu'ils seront toujours les bienvenus à Londres.
Quarante ans plus tard, Lucy et Pastuzo, très âgés, s'occupent de leur petit-neveu orphelin et se consacrent principalement à la production de marmelade selon la recette reçue par l'explorateur et à apprendre les bonnes manières d’après un vieux tourne-disque pour le voyage à Londres que les trois ont prévu. Une nuit, un violent tremblement de terre oblige les trois à s'enfuir dans un abri souterrain, mais Pastuzo se fait tuer et l'arbre dans lequel ils vivaient est détruit. Lucy encourage son neveu à se rendre à Londres pour qu'il y refasse sa vie pendant qu'elle emménage dans la maison des ours retraités.
Le jeune ours parvient clandestinement jusqu'à Londres en se cachant dans le canot de sauvetage d'un cargo et puis il atteint la gare de Paddington. Il se rend vite compte que Londres n'est pas remplie de gens accueillants et serviables comme il l'espérait. Heureusement, il rencontre la famille Brown, qui le ramène chez eux et le nomme d'après la station où ils l'ont trouvé. Henry Brown, le père, n'envisage pas de le recueillir très longtemps, il se méfie des conséquences potentiellement désastreuses de la présence d'un ours chez lui (ce qui ce confirme rapidement quand l'ours déclenche accidentellement une inondation dans la salle de bain), et il ne croit pas à l'histoire de Paddington. En revanche, le reste de la famille s'attache rapidement à Paddington : Mary, la mère ; Jonathan, le fils aventureux ; Judy, la fille multilingue ; ainsi que Mme Bird, la femme de ménage excentrique.
Paddington pense qu'il peut trouver une maison en retrouvant l'explorateur qui a rencontré Lucy et Pastuzo, mais il ne connaît pas son nom. Mary emmène Paddington voir Samuel Gruber, un ami antiquaire, qui découvre que le chapeau porte le cachet de la Guilde des géographes. Après qu'on leur a initialement refusé l'accès aux archives de la Guilde, Paddington se faufile avec M. Brown déguisé en femme de ménage pour distraire le garde. Paddington apprend des archives de la Guilde qu'une expédition au Pérou a été entreprise par un explorateur nommé Montgomery Clyde, mais que la Guilde a mystérieusement effacé son dossier.
Pendant ce temps, la taxidermiste détestable du musée d'histoire naturelle, Millicent Clyde, cherche de nouveaux animaux exotiques à empailler pour les exposer. Lorsqu'elle apprend la présence de Paddington à Londres, elle entreprend de le traquer. Elle se sert du voisin curieux et solitaire des Browns, M. Curry, qui tombe instantanément amoureux d'elle. Millicent tente en vain de capturer Paddington lorsque les Browns sont sortis sans lui. Alors qu'il se défend, l'ours déclenche par inadvertance un incendie qui fait fuir Millicent. Paddington essaie de dire la vérité aux Browns, mais personne le croit quand il dit qu'un individu avec une tête d'éléphant — Millicent portait un masque à gaz — a pénétré dans la maison et tenté de lui tirer dessus.
Désespéré et souhaitant ne plus causer de tort aux Browns, Paddington part secrètement dans la nuit et tente de retrouver Montgomery Clyde lui-même, en utilisant l'annuaire téléphonique pour trouver les adresses de chaque « M. Clyde » à Londres. Il finit par trouver la maison de Millicent et apprend que Montgomery était son défunt père. Elle fait semblant d'être gracieuse et accueillante pour Paddington et l'emmène au musée en présentant le lieu comme étant la maison qui peut l'accueillir. Millicent révèle alors qu'elle en veut à son père d'avoir perdu son statut à la Guilde après avoir refusé de ramener un spécimen d'ours péruvien à Londres, l'homme ayant ensuite travaillé dans une modeste ferme pédagogique. Comprenant qu'elle souhaite l’empailler, Paddington essaie de s'échapper mais Millicent parvient à l’anesthésier. M. Curry ayant découvert entre-temps ses véritables intentions, il avertit la famille Brown, qui essaie de le retrouver depuis son départ. Toute la famille se dirige alors vers le musée pour sauver Paddington. Après plusieurs péripéties, tous se retrouve sur le toit du bâtiment, menacés par Millicent qui est armée. Paddington jette son sandwich à la marmelade dans les airs, provoquant un vol de pigeons qui fait chavirer Millicent, puis Mme Bird surgit d'une trappe, ce qui la fait tomber accidentellement du toit. Accrochée dans le vide, elle est ainsi mise hors d'état de nuire.
Par la suite, les Browns acceptent finalement que Paddington reste dans leur maison de façon permanente. Millicent est arrêtée et condamnée à des travaux d'intérêt général dans la ferme de son père, où elle ramasse des déjections animales. Paddington écrit à Lucy, disant qu'il est heureux et qu'il a finalement trouvé un foyer.

## Fiche technique
- Titre original : Paddington
- Réalisation : Paul King

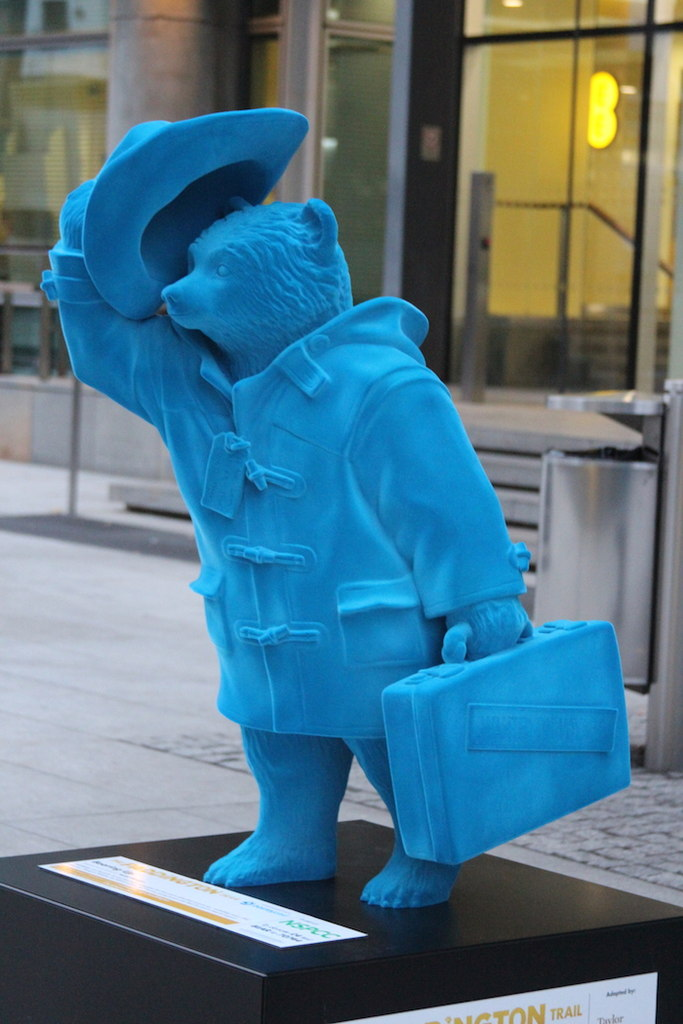
Statue « Bearing Up » de l'ours Paddington près de la gare de Paddington, sculpture inaugurée lors de la promotion du film.

- Scénario : Paul King et Hamish McColl, d'après le personnage créé par Michael Bond
- Musique : Nick Urata
- Décors : Gary Williamson
- Costumes : Lindy Hemming
- Photographie : Erik Wilson
- Montage : Mark Everson
- Production : David Heyman
  - Production exécutive : Bob Weinstein, Harvey Weinstein, Rosie Alison, Jeffery Clifford, Olivier Courson, Alexandra Ferguson et Ron Halpern
- Société de production : Heyday Films, Studiocanal et DHX Media
- Sociétés de distribution : Studiocanal (France), The Weinstein Company (États-Unis)
- Budget : 55 000 000 de $ (Estimation)
- Pays de production :  France,  Royaume-Uni
- Langue d'origine : anglais
- Genre : comédie et aventures
- Durée : 95 minutes
- Dates de sortie :
  - Royaume-Uni : 23 novembre 2014 (avant-première à Londres) ; 28 novembre 2014[1]
  - France : 3 décembre 2014[2]
  - États-Unis : 16 janvier 2015

## Distribution
- Ben Whishaw (VF : Guillaume Gallienne) : Paddington (voix)[3]
- Hugh Bonneville (VF : Patrick Bonnel) : M. Brown
- Sally Hawkins (VF : Véronique Desmadryl) : Mme Brown[4]
- Nicole Kidman (VF : Danièle Douet) : Millicent Clyde, la fille de Montgomery Clyde
  - Lottie Steer : Millicent enfant
- Michael Gambon (VF : Gérard Dessalles) : l'oncle Pastuzo (voix)
- Imelda Staunton (VF : Marion Game) : la tante Lucy (voix)
- Samuel Joslin (VF : Jules Timmerman) : Jonathan Brown
- Madeleine Harris (VF : Camille Timmerman) : Judy Brown
- Julie Walters (VF : Françoise Vallon) : Mme Bird[5]
- Jim Broadbent (VF : Jean-Claude Donda) : M. Gruber
- Peter Capaldi (VF : Patrick Osmond) : M. Curry, le voisin
- Tim Downie (VF : Pierre Tessier) : Montgomery Clyde, l'explorateur
- Kayvan Novak (VF : Stéphane Fourreau) : Grant
- Judd Wright (VF : Enzo Ratsito) : Tony
- Matt Lucas (VF : Guillaume Lebon) : Joe, le chauffeur de taxi
- Alice Lowe (VF : Dominique Westberg) : la réceptionniste de la Société des géographes
- Matt King (VF : Jean Rieffel) : le voleur à la tire
- Geoffrey Palmer (VF : Marc Cassot) : le géographe en chef

- Version française
  - Société de doublage : Dubbing Brothers
  - Direction artistique : Valérie Siclay
  - Adaptation : Linda Bruno

Source : AlloDoublage

## Musique
La version japonaise utilise à la place Happiness de Ai pour le générique,.

## Accueil

### Accueil critique
Le site Allociné propose une note moyenne de 4/5 à partir de l'interprétation de 20 critiques de presse.

### Box-office
Au total, dans le monde, le film rapporte 259 541 430 $.
En France, le box-office enregistre 2 782 959 entrées.

## Distinctions

### Récompenses
- Empire Awards 2015 : meilleure comédie
- BAFTA Children’s Awards 2015 : meilleur film

### Nominations
- British Academy Film Awards 2015 :
  - Meilleur film britannique
  - Meilleur scénario adapté pour Paul King et Hamish McColl

## Suites
Une première suite du film, intitulée Paddington 2, du même réalisateur, sort en 2017. Un troisième film, Paddington au Pérou, réalisé par Dougal Wilson, sort en 2024.